# Regió de Tarapacá
La regió de Tarapacá és una de les 16 regions de Xile. Limita al sud amb la regió d'Antofagasta, i al nord amb la Regió d'Arica i Parinacota i a l'est amb els departaments de La Paz i Oruro (Bolívia).

## Descripció
Té una superfície de 42.225,8 km² i una població estimada l'any 2017 de 330.558 habitants amb una densitat de 7,83 habitants per quilòmetre quadrat. La regió està formada per les províncies del Tamarugal i Iquique i la capital regional és la ciutat d'Iquique. El clima predominant es caracteritza per la manca de precipitacions, això fa que el paisatge sigui d'una extrema aridesa i amb escassa vegetació fins al punt de ser una de les regions més seques del món.

## Història
El fet que l'actual àrea que conforma la regió de Tarapacá, estigui situada en una de les regions mes àrides del mon s'ha convertit en un veritable repte per els diferents grups humans que des èpoques remotes han conviscut en aquest entorn. Malgrat les circumstanciés ambientals, els diferents pobles van aconseguir una harmonia i un equilibri amb la natura fins a aconseguir desenvolupar les seves cultures.
Els vestigis arqueològics porten a la conclusió que la regió va ser habitada aproximadament 8.000 anys abans de la nostra era, en destaca la cultura Chinchorro (Arica) aquesta cultura precolombina va ser un dels primers pobles amb comunitat que va realitzar rituals mortuoris a tots els seus membres, realitzant el més antic procés de momificació del món fet en sorra, fang i cendra.
Amb el pas del temps els pobles nòmades es convertiren en sedentaris. Així des del segle IV dc. al XVI dc. els Aymaras varen poblar l'altiplà i els Changos les zones costaneres, i la posterior expansió de l'imperi Inca que s'origina en la serralada dels Andes peruana estenent-se fins al territori xilè.
Va formar part del Perú fins a la Guerra del Pacífic entre Perú i Xile, que acabà amb el Tractat d'Ancón del 1883 i pel qual la regió fou cedida a Xile. A mitjan el 1800, l'extens desert ric en nitrats va aportar gran prosperitat no només a la zona, sinó que a tot el país.